# 埃科勒河畔圣索沃尔
埃科勒河畔圣索沃尔（法語：Saint-Sauveur-sur-École，法語發音：[sɛ̃ sovœʁ syʁ ekɔl] ⓘ）是法国塞纳-马恩省的一个市镇，属于枫丹白露区。

## 地理
埃科勒河畔圣索沃尔（48°29'48"N, 2°32'53"E）面积7.32 平方千米，位于法国法蘭西島大區塞纳-马恩省，该省份为法国北部内陆省份，北起瓦兹省，西接埃松省、马恩河谷省、塞纳-圣但尼省和瓦兹河谷省，南至卢瓦雷省，东南接约讷省，东临马恩省和奥布省，东北接埃纳省。
与埃科勒河畔圣索沃尔接壤的市镇（或旧市镇、城区）包括：布瓦西斯勒鲁瓦、佩尔特、普兰日、圣法尔若蓬蒂耶里、埃科勒河畔圣日耳曼、楠维尔莱罗什、埃科勒河畔苏瓦西。

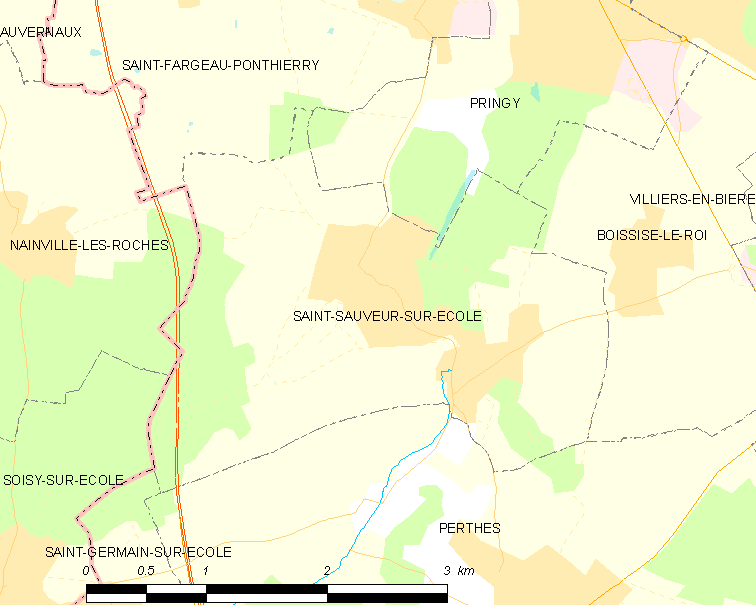
埃科勒河畔圣索沃尔的OSM定位图

埃科勒河畔圣索沃尔的时区为UTC+01:00、UTC+02:00（夏令时）。

## 行政
埃科勒河畔圣索沃尔的邮政编码为77930，INSEE市镇编码为77435。

## 政治
埃科勒河畔圣索沃尔所属的省级选区为枫丹白露县。

## 人口

1962-2008年间埃科勒河畔圣索沃尔人口变化图示

埃科勒河畔圣索沃尔于2022年1月1日时的人口数量为1120人。